# Gle Gajah
Gle Gajah är en kulle i Indonesien.   Den ligger i provinsen Aceh, i den västra delen av landet, 1 800 km nordväst om huvudstaden Jakarta. Toppen på Gle Gajah är 103 meter över havet.
Terrängen runt Gle Gajah är varierad. Havet är nära Gle Gajah västerut. Runt Gle Gajah är det tätbefolkat, med 286 invånare per kvadratkilometer. Närmaste större samhälle är Banda Aceh, 13,4 km nordost om Gle Gajah. 